# Несьвінь
Несьвінь (пол. Nieświń) — село в Польщі, у гміні Конське Конецького повіту Свентокшиського воєводства.
Населення — 1163 особи (2011).
У 1975-1998 роках село належало до Келецького воєводства.

## Демографія
Демографічна структура на день 31 березня 2011 року:
|          | Загалом | Допрацездатний вік | Працездатний вік | Постпрацездатний вік |
| -------- | ------- | ------------------ | ---------------- | -------------------- |
| Чоловіки | 580     | 108                | 402              | 70                   |
| Жінки    | 583     | 100                | 333              | 150                  |
| Разом    | 1163    | 208                | 735              | 220                  |